# Cassin-pirók
A Cassin-pirók (Haemorhous cassinii) a madarak osztályának verébalakúak (Passeriformes) rendjébe és a pintyfélék (Fringillidae) családjába tartozó faj.

## Rendszerezése
A fajt Spencer Fullerton Baird amerikai természettudós és ornitológus írta le 1854-ben, a Carpodacus nembe Carpodacus cassinii néven. Nevét John Cassin amerikai ornitológusról kapta.

## Előfordulása
Kanadában, az Amerikai Egyesült Államokban és Mexikóban honos. Természetes élőhelyei a tűlevelű erdők és vegyes lombhullató erdők, valamint városi régiók. Vonuló faj.

## Megjelenése
Testhossza 17 centiméter.
|  |  |

## Természetvédelmi helyzete
Az elterjedési területe rendkívül nagy, egyedszáma ugyan csökken, de még nem éri el a kritikus szintet. A Természetvédelmi Világszövetség Vörös listáján nem fenyegetett fajként szerepel.